# Fontanna Wittelsbachów w Monachium
Fontanna Wittelsbachów w Monachium (niem. Wittelsbacherbrunnen) – fontanna zlokalizowana na dziedzińcu Brunnenhof, położonym na terenie rezydencji królów Bawarii w Monachium, w kraju związkowym Bawaria w Niemczech. Jest to jedno z najstarszych i najbardziej rozbudowanych założeń fontann w Monachium.

## Historia
Fontanna przedstawia personifikację czterech głównych rzek bawarskich: Dunaju, Izery, Iny i rzeki Lech w postaci pradawnych bogów i trytonów, które otaczają umieszczony na kolumnie, pośrodku cembrowiny, posąg Ottona I Wittelsbacha. Rzeźba może również przedstawiać, wcześniejszego księcia bawarskiego Karla Theodora. Cztery postacie leżące na obrzeżu cembrowiny, nie są utożsamiane z żadną z rzek, ale jako starożytne bóstwa i alegorie czterech żywiołów: ziemi (Demeter lub Ceres), ognia (Hefajstosa lub Wulkana), wody (Posejdona lub Neptuna) i powietrza (Hery lub Junony). Fontanna została wzniesiona w obecnym miejscu przed 1610 rokiem, przez Maksymiliana I. Odziedziczył ją od swego wuja, księcia Bawarii Ferdynanda (1550–1608). Wcześniej fontanna stała w jego posiadłości na obecnym Rindermarkt w Monachium. Przenosząc fontannę, Maksymilian, oryginalny posąg konny zastąpił brązową rzeźbą księcia Ottona I Wittelsbacha. Figury z brązu zostały wykonane w latach 1611–1614 w warsztacie Huberta Gerharda i pochodzą częściowo z „Georgsbrunnen”, fontanny stojącej wcześniej na Rindermarkt. Zostały zaprojektowane i wykonane przez rzeźbiarza Hansa Krumppera. Całość gotowa była dopiero po 1623 roku. W czasie II wojny światowej została częściowo zniszczona. W latach 1953–1955 odrestaurowano fontannę, łącznie ze wszystkimi figurami. Po 1984 wszystkie rzeźby zostały zastąpione odlewanymi kopiami.